# Boissey-le-Châtel
Boissey-le-Châtel è un comune francese di 880 abitanti situato nel dipartimento dell'Eure nella regione della Normandia.

## Società

### Evoluzione demografica
Abitanti censiti

## Luoghi d'interesse
Il castello rinascimentale di Tilly, risalente al XVI secolo, e il suo parco, classificato come monumento storico francese, conservano i resti dei bastioni risalenti al XII secolo.